# Fotoassistent
Der Fotoassistent hat sowohl fotografisches als auch technisches Wissen und hilft dem Fotografen bei der Vor- und Nachbereitung einer Fotoproduktion sowie beim Fotoshooting selbst. 
Ein Fotoassistent ist meist freiberuflich tätig und wird in diesem Fall tageweise gebucht. 
Ein freiberuflich arbeitender Assistent arbeitet für mehrere Fotografen und bekommt so Einblicke in die unterschiedlichen Arbeitsweisen.
Früher waren die Hauptaufgaben eines freien Fotoassistenten das Laden und Entwickeln von Filmmaterial, der Auf- und Abbau von Kamera- und Lichtequipment, das Einmessen des Lichtes am Set sowie das Vor- und Nachbereiten des Fototermins.
Mittlerweile, da die Digitalfotografie die Analogfotografie fast vollständig verdrängt hat, übernehmen Fotoassistenten anstelle des Umgangs mit dem Filmmaterial die Organisation, Entwicklung und Sicherung der aufgenommenen Digitaldaten, sowie den Aufbau und die Konfiguration von Kamera und Computer am Fotoset. Bei großen Fotoproduktionen, oder wenn der Fotograf mehrere Fotoassistenten gebucht hat, werden diese Aufgaben von einem spezialisierten Fotoassistenten, dem Digital Operator, übernommen. Digital Operator kümmern sich ausschließlich um das Verarbeiten und Sichern der aufgenommenen Daten. 
Fotoassistenten sind in einigen Fällen auch fest angestellt. Meist handelt es sich dann um Anstellungen in Großraumstudios oder bei vielbeschäftigten Fotografen.
Festangestellte Fotoassistenten unterstützen den Fotografen auch bei allen anderen Aufgaben, wie der Kalkulation, der Akquise von Kunden, dem Locationscouting, der Betreuung von Kunden und allen anderen Produktionsaufgaben und erhalten dadurch tiefe Einblicke in alle Abläufe bei dem betreffenden Fotografen. Feste Fotoassistenzen dauern in der Regel ein bis drei Jahre. Typischerweise macht sich ein Fotoassistent nach dieser Zeit als Fotograf selbständig.

## Ausbildung
Es gibt keine Ausbildung für den Beruf des Fotoassistenten. Auch wird der Beruf aufgrund der körperlichen Anforderungen meist nur als Lernphase vor der Selbständigkeit als Fotograf und auch nur für einige Jahre ausgeübt.
Um von Fotografen als freiberuflicher Fotoassistent gebucht zu werden, werden eine fotografische Ausbildung, mehrere Praktika bei verschiedenen Fotografen oder mindestens eine feste Fotoassistenz vorausgesetzt.